# Штайн, Петер
Петер Штайн (нем. Peter Stein; род. 1 октября 1937, Берлин) — немецкий театральный режиссёр, работающий в разных странах, включая Россию. Проживает в Италии.

## Биография
Петер Штайн родился в Берлине. В детстве одноклассники, а позже товарищи по университету звали Штайна на русский манер — Петя. Отец Штайна — инженер, в 30-е годы работал на строительстве завода в СССР.
В молодости был увлечен техникой, но учился на факультетах философии и германистики Франкфуртского университета. Систематического театрального образования он не получил.
Театральную деятельность начал в 1964 году в мюнхенском «Каммершпиле» в должности ассистента режиссёра.
Как режиссёр Штайн дебютировал в 1966 году постановкой пьесы Э. Бонда «Спасение».
В 1968 году был вынужден покинуть театр — он публично выступил против войны во Вьетнаме, призвав зрителей сделать пожертвования вьетнамскому Фронту освобождения. После этого два года работал в театрах Бремена и Цюриха.
В 1967 году начал работать в театрах Бремена и Цюриха. На сцене Бременского драматического театра поставил «Коварство и любовь» Ф. Шиллера и «Торквато Тассо» И. В. Гёте.
Широкая известность пришла к Штайну в 1970 году, когда он вместе с Клаусом Пайманом возглавил театр «Шаубюне» (Schaubuehne) в Западном Берлине, в котором работал 15 лет. В «Шаубюне» Штайн утверждал концепцию так называемого «театра права голоса» (Mitbestimmungstheater), предполагавшую участие не только всех членов творческого коллектива, но и технического персонала в принятии важных для театра решений, в том числе и касающихся репертуарной политики. Подхваченная разными режиссёрами, в частности Петером Паличем во Франкфурте-на-Майне, эта модель способствовала в не только демократизации, но и политизации театра в Западной Германии.
Постановка пьесы Б. Брехта «Мать», осуществлённая Штайном вместе с Пайманом в «Шаубюне», позволила некоторым политикам говорить о превращении театра в рассадник коммунистической идеологии. Вместе с тем эта демократическая модель нередко вызывала недовольство и у режиссёров; так, Пайман на этой почве уже в 1971 году покинул театр.
Штайн всегда проявлял интерес к русскому театру. В своем творчестве он продолжает и развивает традиции режиссуры К. С. Станиславского. Сегодня в мировом театре трудно найти режиссёра, столь истово отстаивающего принципы Станиславского.
Спектаклям Штайна, независимо от их тематики, всегда свойственна подробная, скрупулёзно разработанная психология персонажей; любовно и тщательно воссозданная в декорациях и звуковом оформлении атмосфера места действия; подчеркнуто реалистический стиль игры.
В 1970-е годы, во время бурных и эксцентричных авангардистских театральных экспериментов, этот стиль прозвучал неожиданно свежо, и принес «Шаубюне» мировую известность. Здесь театральная стилистика вышла на новый виток спирали развития, возвращаясь к классическим методам постановок на новом, современном уровне.
«Русская» направленность отчетливо прослеживалась в репертуаре театра Шаубюне. Штайн поставил «Дачников» М. Горького (1975), «Оптимистическую трагедию» Вс. Вишневского (1972), «Три сестры» (1985) и «Вишнёвый сад» (1992) А. П. Чехова.
Главной основой репертуара режиссёра оставалась классика. Сам П. Штайн основой европейского театра считает античную драму, Шекспира и Чехова.
С 1986 года Штайн много ставит за пределами Германии, в том числе и в оперных театрах.
Питер Штайн ставил спектакли по пьесам драматурга Эдварда Бонда (англ. Edward Bond), среди которых «Saved» (1967) и «Рано утром»  (1969)
Среди постановок Штайна пьесы Шекспира: в 1977 году состоялась премьера «Как вам это понравится», а в 1994 году «Антоний и Клеопатра».
С начала 1990-х Штайн полностью стал «свободным художником», не связывающим себя долгосрочными контрактами с конкретными театрами. Это позволило ему сосредоточиваться на глобальных проектах (как правило — международных), представляющих собой грандиозные театральные эксперименты.
В 2000 году в рамках всемирной выставки ЭКСПО в Ганновере Петер Штайн поставил полную версию «Фауста» Гёте. Этот спектакль, который длился более 20 часов впоследствии прошёл в Вене и в Берлине. В спектакле было занято 35 актёров.
Питер Штайн поставил также спектакль «Чайка» в Рижском театре русской драмы (Елена Стародуб — Аркадина, Анатолий Лобоцкий — Тригорин, а Иван Шибанов — Треплев).

## Постановки в России
В Россию  Штайн приехал в 1985 году. В театре Ленком поставил спектакль "Дорогая Памела" по пьесе Джона Патрика. По приглашению Союза театральных деятелей СССР: в рамках фестиваля театров ФРГ был показан его спектакль «Три сестры».
В 1991 году Штайн поставил в Москве «Вишнёвый сад» А. Чехова.
В 1994 году в Москве состоялась премьера спектакля, поставленного Петером Штайном, — «Орестея» Эсхила. На сцене театра Российской Армии в восьмичасовом спектакле участвовали известные актёры российского театра: Екатерина Васильева, Татьяна Васильева, Людмила Чурсина, Евгений Миронов, Татьяна Догилева, Игорь Костолевский, Елена Майорова, Вячеслав Разбегаев. Спектакль стал главным событием российского театрального сезона.
В 1998 году Штайн поставил «Гамлета» с участием Евгения Миронова (принц Гамлет), Александра Феклистова (Клавдий), Ирины Купченко (Гертруда), Михаила Филиппова (Полоний), Вячеслава Разбегаева (Фортинбрас) и других актёров.
В феврале 2014 года Штайн приступил к репетициям оперы Дж. Верди «Аида» в Москве в Музыкальном театре имени Станиславского и Немировича-Данченко. Премьера прошла в апреле 2014 года.
Январь 2015 — премьера в театре Et Cetera по трагедии А. С. Пушкина «Борис Годунов».
22 июля 2016 года состоялась премьера оперы «Осуждение Фауста» Г. Берлиоза в Большом театре России.

## Семья
Жена (с 1999 г.) — итальянская актриса Маддалена Криппа. Живет в Италии на вилле в Сан-Панкрацио под Римом.

## Награды
- Кавалер ордена Почётного легиона (Франция, 1992)
- Большой крест со звездой и плечевой лентой ордена «За заслуги перед Федеративной Республикой Германия» (Германия, 2012)
- Офицерский крест ордена «За заслуги перед Федеративной Республикой Германия» (Германия, 2008)
- Орден Дружбы (29 октября 2008 года, Россия) — за большой вклад в сохранение, развитие и популяризацию русской культуры за рубежом[8]
- Австрийский почётный знак «За науку и искусство» 1 класса (2015 год, Австрия)[9]

## Интересный факт
Для постановки «Орестеи» Штайн приехал в Россию осенью 1993 года. В Москву Штайн приехал 3 октября 1993 года, когда в столице происходили трагические события. Представители Международной конфедерации театральных союзов сообщили ему о сложной ситуации в городе. Однако реакция режиссёра была однозначной: он приступает к работе. На следующий день, ровно в 10 часов утра, в условиях чрезвычайного положения Штайн провёл первую репетицию «Орестеи» в Театре Российской армии.

## Документальное кино
К 75-летию был снят документальный фильм о П. Штайне "Петер Штайн. Театр... козы, оливки" (реж. А. Куренков, 2012).